# Bernard Herzbrun
Bernard Herzbrun (New York, 10 gennaio 1891 – Los Angeles, 7 gennaio 1964) è stato uno scenografo statunitense.

## Biografia
Ha preso parte a oltre 280 film tra il 1930 ed il 1955. Ha ricevuto la nomination all'Oscar alla migliore scenografia nell'ambito dei Premi Oscar 1939 per La grande strada bianca in condivisione con Boris Leven.

## Filmografia
- Il diavolo nell'abisso (Devil and the Deep), regia di Marion Gering (1932)
- Sotto la maschera (Big Town Girl), regia di Alfred L. Werker (1937)
- La grande strada bianca (Alexander's Ragtime Band), regia di Henry King (1938)
- La vedova pericolosa (The Wistful Widow of Wagon Gap), regia di Charles Barton - scenografia (1947)
- La legione dei condannati (Rogues' Regiment), regia di Robert Florey (1948)
- Abbandonata in viaggio di nozze (Family Honeymoon), regia di Claude Binyon (1948)